# Neoodax balteatus
Neoodax balteatus är en fiskart som först beskrevs av Valenciennes, 1840.  Neoodax balteatus ingår i släktet Neoodax och familjen Odacidae. IUCN kategoriserar arten globalt som livskraftig. Inga underarter finns listade i Catalogue of Life.